# Преволе
Преволе (словен. Prevole) — поселення в общині Жужемберк, регіон Південно-Східна Словенія, Словенія. Висота над рівнем моря: 478,1 м.